# Cake (vuurwerk)

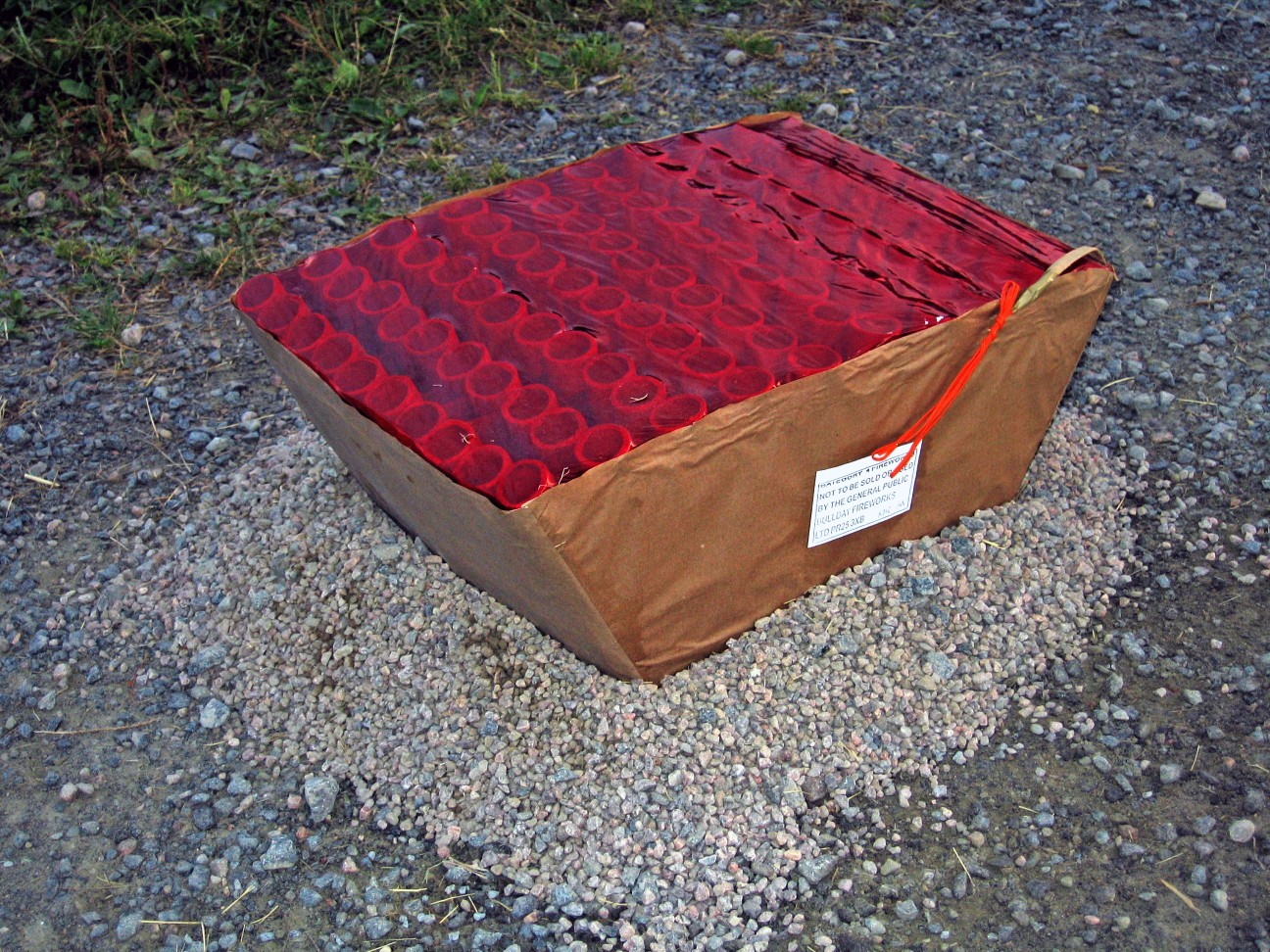
Een grote cake die de effecten in waaiervorm lanceert

Een cake is een stuk vuurwerk dat een aantal miniatuurshells, sterren of mijnen de lucht in schiet. Doordat de cake meerdere effecten achter elkaar genereert geeft dit de indruk van een professionele vuurwerkshow. Dit heeft cakes erg populair gemaakt onder consumenten. Doordat er minder verschillende stukken vuurwerk aangestoken hoeven worden lopen consumenten ook minder risico op ongelukken tijdens het aansteken.

## Werking

### Constructie
Een cake bestaat uit een serie kartonnen lanceerbuizen die onderling met een lont zijn verbonden zodat de lading in de mortieren achter elkaar worden afgeschoten. In sommige cakes worden meerdere buizen tegelijk afgeschoten. Elke buis bevat onderin een stijglading die het effect lanceert. Het effect zelf zit boven de stijglading en de ontbranding van de stijglading zorgt ook voor de ontsteking van het effect.
Cakes worden soms verzwaard met klei om te voorkomen dat de cake omvalt tijdens het afsteken. Sommige cakes hebben uitvouwbare flappen aan de onderkant om te zorgen dat de cake stabieler staat en zo de veiligheid te vergroten.

### Effectlading
Een cake kan verschillende soorten effectladingen bevatten. Drie voorbeelden zijn sterren, shells en mijnen.
Een ster is een kogeltje dat bestaat uit een brandende compositie en core dat tijdens het branden licht geeft en/of knettert. Sterren worden gebruikt als individueel effect of als onderdeel van een groter effect in de vorm van shells en mijnen.
De miniatuur Shells in een cake bestaan uit een stevig omhulsel met daarin een aantal sterren en een uitstootlading (breakcharge). De shells bevatten ook een lont die ervoor zorgt dat de shell niet direct na lancering ontploft, maar pas na een door de product bepaalde vertraging hoog in de lucht. De uitstootlading (breakcharge), meestal flash, whistle mix, of buskruit verspreidt de sterren. De sterren zorgen voor de lichteffecten en flashpoeders produceren een hardere knal en een lichtflits.
Een mijn is een verzameling sterren die direct uit de cake wordt geschoten door de stijglading. In tegenstelling tot een mortierbom ontstaat er dus niet hoog in de lucht een (rond) effect maar geeft een mijn een waaiereffect van de cake af omhoog.

## Soorten cakes
Door de grote populariteit bij consumenten zijn veel verschillende soorten cakes ontstaan. Deze kunnen zich onderscheiden door de richting waarin zij vuren of door bijzonder combinaties van bijvoorbeeld mortierbommen met fonteinen.
De belangrijkste richtingsvarianten van cakes zijn:
- V-vorm: de cake schiet zowel naar links als naar rechts (meestal gelijktijdig)
- W-vorm: de cake schiet zowel naar links als naar rechts en recht omhoog (meestal gelijktijdig)
- F-vorm: de cake schiet in waaiervorm waarbij de waaier bestaat uit meer dan 3 buizen tegelijk. In tegenstelling tot de V- en W-vorm geeft de letter F niet de vorm weer maar is een afkorting van het Engelse fan wat waaier betekent in het Nederlands.
- Z-vorm: de cake schiet de opeenvolgende effecten eerst links omhoog en bij de volgende lanceringen steeds meer richting rechts omhoog. Bij de meest schuine lancering rechts omhoog wordt de volgorde omgekeerd. De letter Z in de naam is afgeleid van het figuur dat de lichtkogels bij een snelle Z-vorm cake in de lucht kunnen vormen.

## Wet en Regelgeving
In Nederland is de maximale kruitinhoud voor een consumentencake vastgesteld op 500 gram met een maximum per buis van 25 gram. Nederlands consumentenvuurwerk behoort ook altijd in de gevarenklasse 1.4 te vallen.
In België mag een consumentencake maximaal 500 gram kruit bevatten, de maximale hoeveelheid kruit per tube is vastgesteld op 25 gram.